# Corbin City
Corbin City ist eine Stadt im Atlantic County, New Jersey, USA. Das U.S. Census Bureau ermittelte bei der Volkszählung 2020 eine Einwohnerzahl von 471.

## Geographie
Nach dem United States Census Bureau hat die Stadt eine Gesamtfläche von 23,3 km², wovon 20,4 km² Land und 2,8 km² (12,24 %) Wasser ist.

## Demographie
Nach der Volkszählung von 2000 gibt es 468 Menschen, 172 Haushalte und 120 Familien in der Stadt. Die Bevölkerungsdichte beträgt 22,9 Einwohner pro km². 94,02 % der Bevölkerung sind Weiße, 2,78 % Afroamerikaner, 0,85 % amerikanische Ureinwohner, 1,28 % Asiaten, 0,00 % pazifische Insulaner, 0,64 % anderer Herkunft und 0,43 % Mischlinge. 2,99 % sind Latinos unterschiedlicher Abstammung.
Von den 172 Haushalten haben 37,2 % Kinder unter 18 Jahre. 56,4 % davon sind verheiratete, zusammenlebende Paare, 8,7 % sind alleinerziehende Mütter, 29,7 % sind keine Familien, 22,7 % bestehen aus Singlehaushalten und in 8,7 % Menschen sind älter als 65. Die Durchschnittshaushaltsgröße beträgt 2,72, die Durchschnittsfamiliengröße 3,21.
29,9 % der Bevölkerung sind unter 18 Jahre alt, 4,9 % zwischen 18 und 24, 29,3 % zwischen 25 und 44, 25,4 % zwischen 45 und 64, 10,5 % älter als 65. Das Durchschnittsalter beträgt 36 Jahre. Das Verhältnis Frauen zu Männer beträgt 100:98,3, für Menschen älter als 18 Jahre beträgt das Verhältnis 100:105,0.
Das jährliche Durchschnittseinkommen der Haushalte beträgt 47.083 USD, das Durchschnittseinkommen der Familien 56.000 USD. Männer haben ein Durchschnittseinkommen von 35.938 USD, Frauen 27.250 USD. Der Prokopfeinkommen der Stadt beträgt 21.321 USD. 4,9 % der Bevölkerung und 0,0 % der Familien leben unterhalb der Armutsgrenze, davon sind 0,0 % Kinder oder Jugendliche jünger als 18 Jahre und 17,0 % der Menschen sind älter als 65.